# Мар (округ, Монтана)
Шаблон:StateAbbr_ 46°48′47″ пн. ш. 111°12′36″ зх. д. / 46.813° пн. ш. 111.21° зх. д.
Округ Мар (англ. Meagher County) — округ (графство) у штаті Монтана, США. Ідентифікатор округу 30059.

## Історія
Округ утворений 1867 року.

## Демографія
За даними перепису 
2000 року 
загальне населення округу становило 1932 осіб, усе сільське.
Серед мешканців округу чоловіків було 968, а жінок — 964. В окрузі було 803 домогосподарства, 529 родин, які мешкали в 1363 будинках.
Середній розмір родини становив 3.
Віковий розподіл населення поданий у таблиці:
| Стать    | До 15 років | 15-21 | 22-29 | 30-39 | 40-49 | 50-65 | 65-85 | Понад 85 |
| -------- | ----------- | ----- | ----- | ----- | ----- | ----- | ----- | -------- |
| Чоловіки | 202         | 77    | 65    | 101   | 169   | 191   | 153   | 10       |
| Жінки    | 185         | 92    | 50    | 104   | 153   | 192   | 169   | 19       |

## Суміжні округи
- Каскейд — північ
- Джудит — північний схід
- Вітленд — схід
- Світ-Ґрасс — південний схід
- Парк — південь
- Ґаллатін — південь
- Бродвотер — захід
- Льюїс-енд-Кларк — північний захід

## Виноски
1. ↑  US Decennial Census. US Census Bureau. Архів оригіналу за 4 квітня 2018. Процитовано 29 листопада 2014.
2. ↑  Historical Census Browser. University of Virginia Library. Архів оригіналу за 11 серпня 2012. Процитовано 29 листопада 2014.
3. ↑  Population of Counties by Decennial Census: 1900 to 1990. US Census Bureau. Архів оригіналу за 22 вересня 2018. Процитовано 29 листопада 2014.
4. ↑  Census 2000 PHC-T-4. Ranking Tables for Counties: 1990 and 2000 (PDF). US Census Bureau. Архів оригіналу (PDF) за 18 грудня 2014. Процитовано 29 листопада 2014.
5. ↑  State & County QuickFacts. US Census Bureau. Архів оригіналу за 6 червня 2011. Процитовано 15 вересня 2013.(англ.) Наведено за англійською вікіпедією.
6. ↑  American FactFinder. Бюро перепису населення США. Архів оригіналу за 26 лютого 2012. Процитовано 31 січня 2008.

| США | Це незавершена стаття з географії США. Ви можете допомогти проєкту, виправивши або дописавши її. |